# Communauté de communes des Trois Vallées (Haute-Garonne)
Pour les articles homonymes, voir Communauté de communes des Trois Vallées.
La Communauté de communes des Trois Vallées est une ancienne communauté de communes française de la  Haute-Garonne.

## Historique
Elle est créée le 29 mai 1996. Elle s'est substituée au Syndicat Intercommunal du Canton d'Aspet (SIARCA). Son siège est situé à la Maison des 3 Vallées à Aspet.
Le territoire de la Communauté de Communes des Trois Vallées regroupe les 21 communes du canton d'Aspet, il est situé en région Midi-Pyrénées, au sud de la Haute-Garonne. Ce territoire est caractérisé par trois zones de relief : plaine (5 communes), piémont (8 communes) et montagne (8 communes), et est traversé par trois rivières l'Arbas, le Ger et le Job.
La communauté est membre du Pays Comminges Pyrénées.
En 2017, elle fusionne avec la Communauté de communes du canton de Saint-Martory et la Communauté de communes du canton de Salies-du-Salat pour former la Communauté de communes Cagire Garonne Salat.

## Communes adhérentes
| Nom                  | Code Insee | Gentilé        | Superficie (km2) | Population (dernière pop. légale) | Densité (hab./km2) |
| -------------------- | ---------- | -------------- | ---------------- | --------------------------------- | ------------------ |
| Aspet (siège)        | 31020      | Aspétois       | 26,37            | 936 (2014)                        | 35                 |
| Arbas                | 31011      | Arbasiens      | 7,32             | 239 (2014)                        | 33                 |
| Arbon                | 31012      | Arbonois       | 4,47             | 96 (2014)                         | 21                 |
| Arguenos             | 31014      | Arguenosiens   | 11,09            | 64 (2014)                         | 5,8                |
| Cabanac-Cazaux       | 31095      | Cabazais       | 3,81             | 132 (2014)                        | 35                 |
| Cazaunous            | 31131      | Cazaunousois   | 4,66             | 69 (2014)                         | 15                 |
| Chein-Dessus         | 31140      | Cheinois       | 12,69            | 190 (2014)                        | 15                 |
| Couret               | 31155      | Couretois      | 4,34             | 239 (2014)                        | 55                 |
| Encausse-les-Thermes | 31167      | Encaussais     | 8,15             | 699 (2014)                        | 86                 |
| Estadens             | 31174      | Estadinois     | 17,47            | 529 (2014)                        | 30                 |
| Fougaron             | 31191      | Fougaronois    | 9,14             | 100 (2014)                        | 11                 |
| Ganties              | 31208      | Gantinois      | 12,03            | 336 (2014)                        | 28                 |
| Herran               | 31236      | Herranais      | 15,37            | 75 (2014)                         | 4,9                |
| Izaut-de-l'Hôtel     | 31241      | Izautois       | 9,68             | 318 (2014)                        | 33                 |
| Juzet-d'Izaut        | 31245      | Juzetois       | 15,74            | 203 (2014)                        | 13                 |
| Milhas               | 31342      | Milhasois      | 19,68            | 177 (2014)                        | 9                  |
| Moncaup              | 31348      | Moncaupois     | 7,14             | 35 (2014)                         | 4,9                |
| Portet-d'Aspet       | 31431      | Porterais      | 13,93            | 75 (2014)                         | 5,4                |
| Razecueillé          | 31447      | Razecueillois  | 6,50             | 43 (2014)                         | 6,6                |
| Sengouagnet          | 31544      | Sengouagnetois | 18,60            | 211 (2014)                        | 11                 |
| Soueich              | 31550      | Soueichois     | 11,33            | 546 (2014)                        | 48                 |

## Démographie
| 1999  | 2009 | 2011 | 2013  |
| ----- | ---- | ---- | ----- |
| 4 680 | -    | -    | 5 303 |

## Administration

### Présidence
| Période | Période          | Identité          | Étiquette | Qualité                                                                           |
| ------- | ---------------- | ----------------- | --------- | --------------------------------------------------------------------------------- |
| 1996    | 31 décembre 2016 | Jean-Pierre Brana | PS        | Maire de Cabanac-Cazaux, conseiller général, président du Pays Comminges Pyrénées |

### Les élus
Le conseil communautaire de la communauté de communes des Trois Vallées se compose de 49 membres dont 37 titulaires et 12 suppléants représentant chacune des communes membres.
Ils sont répartis comme suit :
| Nombre de délégués         | Communes |
| -------------------------- | --- |
| 1 titulaire et 1 suppléant | Arbon, Arguenos, Cabanac-Cazaux, Cazaunous, Chein-Dessus, Couret, Fougaron, Herran, Milhas, Moncaup, Portet d'Aspet, Razecueillé |
| 2 titulaires               | Arbas, Ganties, Izaut-de-l'Hôtel, Juzet-d'Izaut, Sengouagnet                                                                     |
| 3 titulaires               | Estadens, Soueich |
| 4 titulaires               | Encausse-les-Thermes |
| 5 titulaires               | Aspet |

## Compétences
- L'aménagement de l'espace
- Le développement économique
- L'amélioration de l'habitat
- La protection et la mise en valeur de l'environnement
- Les actions sociales, culturelles et sportives
- Les prestations en matière de voirie